# August Tercero Foer
August Tercero Foer (Madrid, 1930) está considerado como uno de los autores españoles malditos del siglo XX. 

## Biografía
Bautizado como Andrés Foer, utilizó el seudónimo de August Foer hasta que el éxito de sus primeras obras le animó a completar su nombre por August Tercero Foer. Pese a lo que pudiera parecer, éste no fue su último apelativo, pues por designio de su amada expareja, él mismo se inscribió en el registro como Vincent Tercero Foer.
La pista de Foer desaparece en agosto de 1975. Por aquellos meses la comunidad universitaria madrileña manifestó su malestar por su tendencia a hacer humor a partir de anécdotas históricas falseadas. Según algunas tesis, el escritor pudo haber llevado a cabo un nuevo cambio de nombre y domicilio lo cual, unido a su abandono de la actividad literaria, hizo que se perdiera su pista. Se desconoce si sigue con vida.

## Legado
Han tenido que pasar casi cuarenta años desde su primera publicación Tríptico de la Oreja para descubrir a este portento de la naturaleza. Su aportación al género del microrrelato a través de los llamados cuentos en tres fases, han supuesto todo un acontecimiento en el panorama literario actual.
Aunque sin duda alguna, lo que más ha llamado la atención a los estudiosos ha sido su llamada "explosión literaria", novedoso concepto basado en reservar toda la energía e ingenio para ser volcada en el primer cuento, por lo que durante sus primeros casi cuarenta años no escribió ni una sola palabra, hecho que sobresaltó sobremanera a sus preocupados padres.

## Obras
- Tríptico de la Oreja - 1971

- Tríptico de la mujer que hablaba sola - ¿?

- Grandes momentos de la Histeria colectiva - ¿?

Actualmente un grupo de prestigiosos literatos está involucrado en editar los cientos de versiones que hizo sobre el mismo cuento de un párrafo que narraba un encuentro entre el hombre y la mujer invisible.